# Голокост у Литві
Голокост у Литві — систематичне масове переслідування і винищення німецькими нацистами та місцевими литовськими колабораціоністами єврейського населення, що здійснювалось упродовж німецької окупації Литви під час Другої світової війни. Геноцид реалізовувався на основі офіційної доктрини Третього Рейху «остаточного розв'язання єврейського питання».
За підрахунками дослідників, з 208—210 тисяч євреїв, що напередодні війни проживали у Литві, за період німецької окупації було вбито або загинуло 190—195 тисяч (іноді публікуються ширші оцінки). Найбільшого розмаху винищення євреїв набуло в період з червня по грудень 1941 року. Тих, кому вдалося вижити в перші місяці війни, ізолювали в 4 основних гетто та декількох трудових таборах. Перед тим, як покинути Литву влітку 1944 року, німці евакуювали євреїв, що залишились, в німецькі концтабори, а інших — вбили. Таким чином, в результаті Голокосту єврейська громада Литви втратила 95 % своєї чисельності.
Важливою складовою Голокосту в Литві стало те, що безпосередню участь у винищенні євреїв брали не тільки німецькі окупанти, але й певна частина місцевого населення, об'єднаного у допоміжні загони. Німці активно поширювали серед литовців антисемітську агітацію, яка звинувачувала євреїв у співпраці з радянським режимом.